# Жовтозілля Медлі-Вуда
{{#ifeq:0|0|{{#if:|{{#if:Seneciomedley-woodii|[[]}}|}}}}
Жовтозілля Медлі-Вуда або Хрестовник Медлі-Вуда (Senecio medley-woodii Hutch.)  — вид трав'янистих сукулентних рослин роду жовтозілля (Senecio) родини складноцвітих (Compositae) або айстрових (Asteraceae).

## Опис

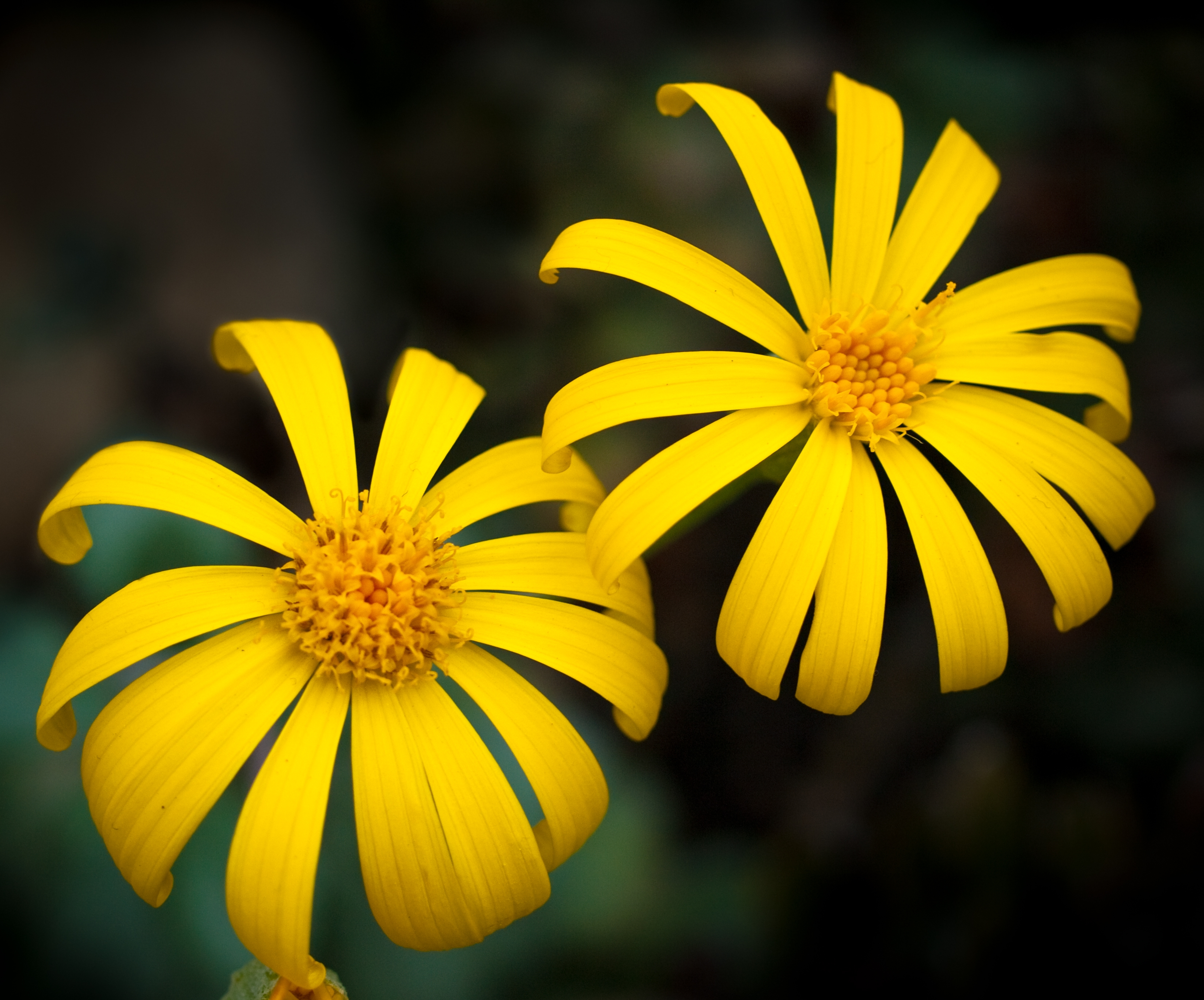
Квіти жовтозілля Медлі-Вуда

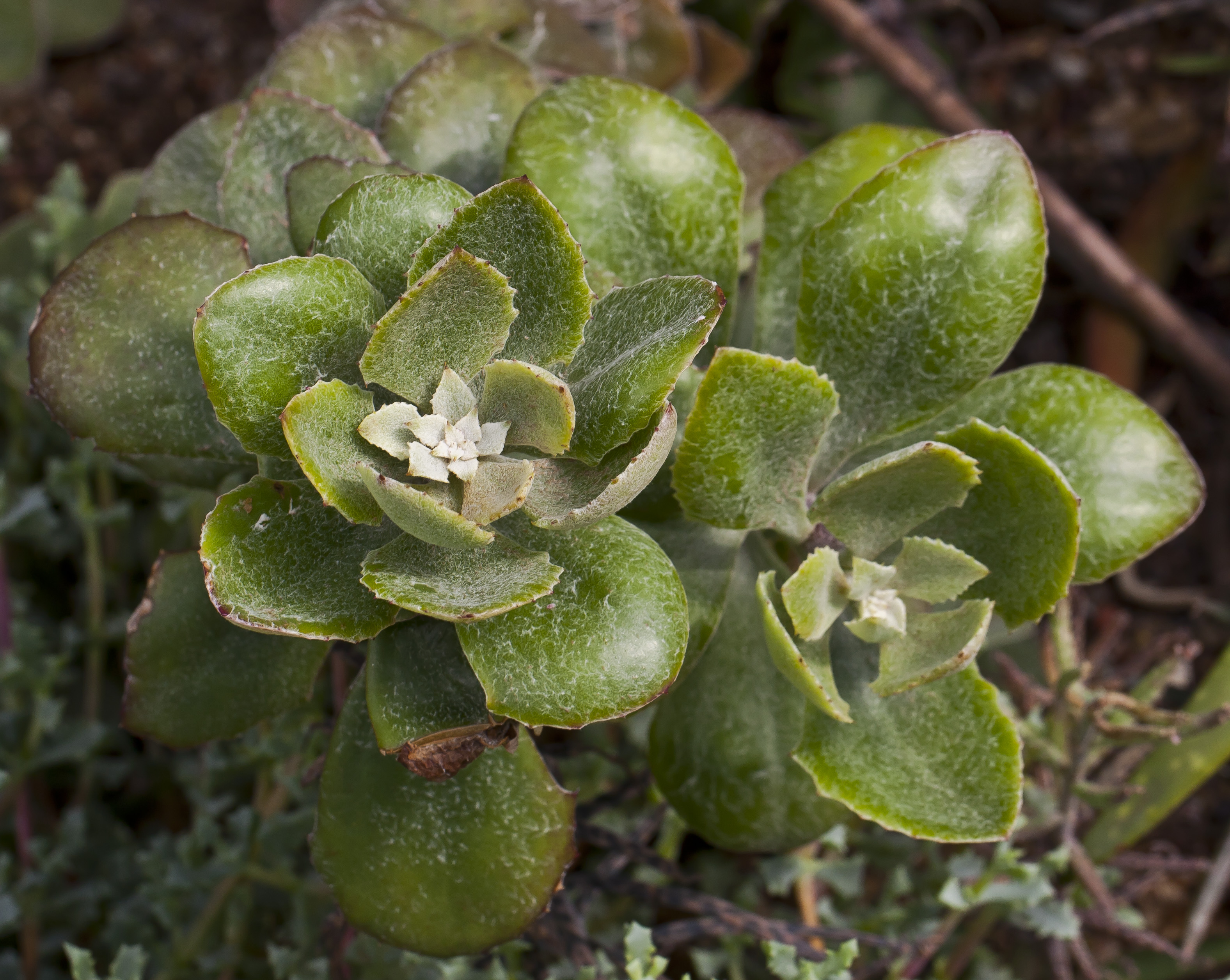
Senecio medley-woodii в Таллінському ботанічному саду, Естонія

Жовтозілля Медлі-Вуда являє собою розгалужений чагарник висотою до 2 м заввишки з густими, соковитими, біло-повстяними стеблами. листки темно-зелені з червонуватим відтінком, сукулентні 7 см завдовжки, 4 см завширшки, біло-повстяні, сріблясті, обернено-яйцеподібні, у верхній частині маленькі м'які зубчики, нерегулярно розташовані по краях. Старе листя голе. Квіткові голівки одиночні або до чотирьох голів, близько 15 мм в діаметрі. Квіти яскраво-жовті, схожі на ромашки. Час цвітіння: червень-липень.

## Поширення і екологія
Жовтозілля Медлі-Вуда росте в бідній на рослинність місцевості на урвищах над річковими ущелинами і на гранітних відслоненнях на висоті до 600 м над рівнем моря. Ареал охоплює територію від Східної Капській провінції і провінції Квазулу-Наталь до Есватіні на півночі.
Цей вид знаходиться під найменшою загрозою, але є майже ендемічним для Квазулу-Наталя, малочисельним та із специфічними вимогами до середовища проживання. Є мало інформації щодо запилювачів цієї рослини, але більшість рослин з ромашкоподібними квітами мають неспеціалізовану систему запилення і відвідуються різними комахами.

## Історія
Жовтозілля Медлі-Вуда є одним з 300 видів жовтозілля, що мешкають в Південній Африці. На думку вчених, з африканських складноцвітих Senecio medley-woodii є найдревнішою гілкою з сукулетною організацією, що відокремилася 10-6 млн років тому. Вони були першими вселенцями в арідні зони, які зайняли адаптивну зону трав'янистого густо-повстяноопушеного листового суккулента.
Видовий епітет дав цій рослині Джон Хатчинсон (1884—1972) на честь Джона Медлі Вуда (1827—1915), ботаніка і першого куратора Гербарія Наталя, який зібрав і описав багато представників флори Наталя.

## Утримання в культурі
Хоча жовтозілля Медлі-Вуда має досить обмежений природний ареал на півдні Африки, але завдяки привабливим жовтим квітам та сукулентному листю широко вирощується в культурі у багатьох країнах.
Senecio medley-woodii легко розмножується насінням або живцями. Як і у випадку з більшістю рослин з ромашкоподібними квітами, сіяти насіння потрібно якомога швидше після збору врожаю при низькій температурі і вологості. Очищення від чубка або «парашута» допомагає насінню отримати вологу. Сіють насіння в суміш для розсади і покривають тонким шаром легкої ґрунтової суміші.
Стовбурові черешки легко вкорінюються в дуже добре дренованому середовищі, такому як пісок, який легко зволожують доки рослина не вкоріниться.
Рослини цього виду люблять сонце і повинні залишатися на ньому як можна довше, протягом усього року. Як і всі сукуленти, Senecio medley-woodii також побоюється вологи, особливо в зимовий час. При поливі краще не змочувати листя.
Соковиті Senecio medley-woodii є відмінним матеріалом для рослинних композицій. Їх саджають в горщики разом з гавортіями і невеликими товстолистами або можуть бути посаджені на кам'яних гірках з іншими рослинами, такими як Kleinia fulgens і Kalanchoe thyrsiflora.